# Ядовники (Малопольське воєводство)
Ядовники (пол. Jadowniki) — село в Польщі, у гміні Бжесько Бжеського повіту Малопольського воєводства.
Населення — 5048 осіб (2011).

## Демографія
Демографічна структура станом на 31 березня 2011 року:
|          | Загалом | Допрацездатний вік | Працездатний вік | Постпрацездатний вік |
| -------- | ------- | ------------------ | ---------------- | -------------------- |
| Чоловіки | 2499    | 559                | 1707             | 233                  |
| Жінки    | 2549    | 540                | 1508             | 501                  |
| Разом    | 5048    | 1099               | 3215             | 734                  |